# Ann Bannon
Ann Bannon, pseudonimo di Ann Weldy (Joliet, 15 settembre 1932), è una scrittrice statunitense che, dal 1957 al 1962, scrisse sei romanzi del genere lesbian pulp conosciuti come Le cronache di Beebo Brinker. La duratura popolarità e l'impatto dei libri sull'identità lesbica le ha fatto guadagnare il titolo di Regina del Lesbian Pulp Fiction.

## Biografia
Bannon era una giovane casalinga che provava a indirizzare i propri problemi di sessualità quando fu ispirata nello scrivere il suo primo romanzo. I libri successivi mostrano quattro personaggi che riappaiono durante la serie, includendo la sua eroina eponima, Beebo Brinker, che è arrivata a incarnare l'archetipo della lesbica butch.
La maggioranza dei suoi personaggi rispecchiano persone che lei conobbe, ma le loro storie riflettono una vita che lei non si sentiva in grado di vivere. Nonostante la sua educazione tradizionale e il ruolo nella vita coniugale, i suoi romanzi sfidavano le convenzioni per le storie d'amore e le raffigurazioni delle lesbiche con complesse relazioni omosessuali.
I suoi libri diedero forma all'identità lesbica per le lesbiche, Bannon fu per lo più inconsapevole del loro impatto. Smise di scrivere nel 1962 e successivamente ottenne un dottorato in linguistica e divenne accademica.
Tollerò un matrimonio difficile per 27 anni e, non appena si separò dal marito, negli anni 1980, i suoi libri vennero ripubblicati e rimase stordita nello scoprire la loro influenza sulla società.
Vennero pubblicati di nuovo tra il 2001 e il 2003 e furono adattati per una premiata produzione Off-Broadway. Sono utilizzati per l'insegnamento nei corsi di studi di genere e LGBT.
La Bannon ha ricevuto numerosi premi per essere stata pioniera nella letteratura lesbica e gay. È stata descritta come «la migliore rappresentazione di fiction della vita lesbica degli Stati Uniti d'America negli anni cinquanta e sessanta». Sui suoi libri è stato detto che «riposano sullo scaffale di quasi tutte le lesbiche».